# Вэй Ляо-цзы
Вэй Ляо-цзы (кит. трад. 尉繚子, упр. 尉缭子, пиньинь Wèi Liáozi) — китайский военный трактат, один из семи классических трактатов. Вероятно, был создан в конце IV века до н. э., в эпоху Сражающихся царств.

## История
Автором трактата является китайский мыслитель и военный теоретик Вэй Ляо, в честь которого он и был назван. По одной из версий, он жил при династии Цинь, однако известно лишь одно свидетельство в её поддержку: Вэй Ляо в «Исторических записках» упоминается в качестве советника молодого Цинь Шихуанди. Дополнительной сложностью является то, что во время династии Хань, вероятно, было известно два разных трактата с таким названием. По другой версии, основанной на содержании и стиле сохранившегося до наших текста, трактат датируется IV в. до н. э. и, возможно, относится к периоду правления Вэй Хуэй-вана. В 1972 году в гробнице династии Хань в округе Линьи был обнаружен список данного трактата. Он имеет лишь небольшие расхождения с известным текстом и свидетельствует о древнем происхождении трактата.

## Содержание
Согласно трактату, важнейшими ресурсами государства являются сельское хозяйство и население, развитию которых должно уделяться преимущественное внимание. Гуманистические ценности защищаются, однако для подавления инакомыслия и других проявлений, не способствующих развитию государства, допускается применение жёстких мер. Вопросы тактики практически не рассматриваются, что, вероятно, связано с отсутствием у автора военного опыта, однако присутствуют многочисленные ссылки на другие военные труды.